# Rodion Kouzmine
Pour les articles homonymes, voir Kouzmine.
Rodion Ossievitch Kouzmine (en russe : Родион Осиевич Кузьмин, 1891-1949) est un mathématicien russe. Il est né dans le district de Haradok et est mort à Léningrad, actuel Saint-Pétersbourg.

## Ses résultats
- Il est connu pour l'inégalité de Kusmin-Landau : si {\displaystyle f} est une fonction de classe {\displaystyle C^{1}} sur un intervalle borné {\displaystyle I} telle que sa dérivée {\displaystyle f'} soit monotone et vérifie {\displaystyle \Vert f'(x)\Vert \geq \lambda >0} (où {\displaystyle \Vert y\Vert =\min _{n\in \mathbb {Z} }\vert n-y\vert )}, alors
{\displaystyle \left|\sum _{n\in I}e^{2\pi if(n)}\right|\leq {\frac {2}{\pi \lambda }}}.
- Opérateur de Gauss-Kuzmin-Wirsing.
- Loi de Gauss-Kuzmin.